# De Veenen
De Veenen is een voormalig waterschap in de Nederlandse provincie Groningen.
Het schap werd opgericht om de vervening van de Bellingwoldervenen mogelijk te maken, door te zorgen voor een goede afwatering. In het reglement werd daarop opgenomen dat er een kanaal zou worden aangelegd dat zou uitkomen op de Westerwoldse Aa. Dit plan is echter niet uitgevoerd, omdat het waterschap Westerwolde het B.L. Tijdenskanaal ging aanleggen dwars door het gebied. C.C. Geertsema schrijft in zijn boek De Zeeweringen (...) (1910) al, dat hij verwacht dat het schap een aanvraag tot opheffing zal indienen. In 1915 is het zover.
Waterstaatkundig gezien ligt het gebied sinds 2000 binnen dat van het waterschap Hunze en Aa's.